# UFC Fight Night: Teixeira vs. Saint Preux
UFC Fight Night: Teixeira vs. Saint Preux è stato un evento di arti marziali miste tenuto dalla Ultimate Fighting Championship svolto l'8 agosto 2015 al Bridgestone Arena di Nashville, Stati Uniti.

## Retroscena
Nel main event della card si sfidarono, nella categoria dei pesi mediomassimi, il brasiliano Glover Teixeira e il nativo del Tennessee Ovince Saint Preux.
Matt Van Buren avrebbe dovuto affrontare Jonathan Wilson. Tuttavia, Van Buren venne rimosso dalla card nei primo giorni di giugno a causa di un infortunio e sostituito da Jared Cannonier. In seguito però, Cannonier si infortunò e venne rimpiazzato da Chris Dempsey.
Joe Riggs, che doveva vedersela con Uriah Hall, si infortunò e venne sostituito dal nuovo arrivato Oluwale Bamgbose.
Ian McCall doveva affrontare Dustin Ortiz in questo evento. Tuttavia, McCall subì un infortunio e venne sostituito da Willie Gates. L'ultimo incontro di quest'ultimo risaliva a soli 27 giorni prima di questo evento, dove sconfisse Darrell Montague.
Ray Borg superò il limite massimo di peso della sua categoria, pesando 52,49 kg. Dopo non aver tentato di rientrare con il peso, Borg venne penalizzato con la detrazione del 20% dal suo stipendio.

## Risultati
|                  | Divisione              |                 |                 |                       | Metodo                                      | Round           | Tempo           | Premio          |
| Card Principale  | Card Principale        | Card Principale | Card Principale | Card Principale       | Card Principale                             | Card Principale | Card Principale | Card Principale |
| ---------------- | ---------------------- | --------------- | --------------- | --------------------- | ------------------------------------------- | --------------- | --------------- | --------------- |
|                  | Pesi Mediomassimi      | Glover Teixeira | batte           | Ovince Saint Preux    | Sottomissione Tecnica (rear-naked choke)    | 3               | 3:10            | FOTN            |
|                  | Pesi Leggeri           | Beneil Dariush  | batte           | Michael Johnson       | Decisione non unanime (29-28, 28-29, 29-28) | 3               | 5:00            |                 |
|                  | Pesi Medi              | Derek Brunson   | batte           | Sam Alvey             | KO Tecnico (pugni)                          | 1               | 2:19            |                 |
|                  | Pesi Massimi           | Jared Rosholt   | batte           | Timothy Johnson       | Decisione unanime (29-28, 29-28, 29-28)     | 3               | 5:00            |                 |
|                  | Pesi Gallo (F)         | Amanda Nunes    | batte           | Sara McMann           | Sottomissione (rear-naked choke)            | 1               | 2:53            | POTN            |
|                  | Catchweight (57,49 kg) | Ray Borg        | batte           | Geane Herrera         | Decisione unanime (30-27, 30-27, 30-27)     | 3               | 5:00            |                 |
| Card Preliminare |                        |                 |                 |                       |                                             |                 |                 |                 |
|                  | Pesi Medi              | Uriah Hall      | batte           | Oluwale Bamgbose      | KO Tecnico (pugni)                          | 1               | 2:32            |                 |
|                  | Pesi Medi              | Chris Camozzi   | batte           | Tom Watson            | Decisione unanime (29-27, 30-26, 29-27)     | 3               | 5:00            |                 |
|                  | Pesi Mosca             | Dustin Ortiz    | batte           | Willie Gates          | KO Tecnico (gomitate e pugni)               | 3               | 2:58            |                 |
|                  | Pesi Gallo             | Frankie Saenz   | batte           | Sirwan Kakai          | Decisione non unanime (28-29, 30-27, 30-27) | 3               | 5:00            |                 |
|                  | Pesi Mediomassimi      | Jonathan Wilson | batte           | Chris Dempsey         | KO (pugni)                                  | 1               | 0:50            |                 |
|                  | Pesi Gallo             | Marlon Vera     | batte           | Roman Salazar         | Sottomissione (triangle armbar)             | 2               | 2:15            | POTN            |
|                  | Pesi Leggeri           | Scott Holtzman  | batte           | Anthony Christodoulou | Sottomissione (rear-naked choke)            | 3               | 2:40            |                 |

- Watson venne penalizzato nel second round con la detrazione di 1 punto per aver colpito due volte l'inguine dell'avversario

## Premi
I lottatori premiati ricevettero un bonus di 50.000 dollari.
Legenda:
- FOTN: Fight of the Night (vengono premiati entrambi gli atleti per il miglior incontro dell'evento)
- POTN: Performance of the Night (viene premiato il vincitore per la migliore performance dell'evento)

## Incontri Annullati
|  | Divisione         |                 |        |                 | Motivo                       |
|  | ----------------- | --------------- | ------ | --------------- | ---------------------------- |
|  | Pesi Mediomassimi | Matt Van Buren  | contro | Jonathan Wilson | Van Buren subì un infortunio |
|  | Pesi Mediomassimi | Jared Cannonier | contro | Jonathan Wilson | Cannonier subì un infortunio |
|  | Pesi Medi         | Uriah Hall      | contro | Joe Riggs       | Riggs subì un infortunio     |
|  | Pesi Mosca        | Ian McCall      | contro | Dustin Ortiz    | McCall subì un infortunio    |